# Julie Pinel
Julie Pinel (1710 – 1737) foi uma compositora francesa e professora de cravo, nascida na família Pinel, que eram músicos da corte. Muito pouco se sabe sobre sua vida, mas ela dedicou a sua colecção de músicas ao "Prince de Soubise", que se pensa ser Charles de Rohan, o patrono de sua família.  
A publicação desta colecção de canções é a razão pela qual é conhecida pois não se conhecem outras suas que tenham sido publicadas.

## Obra
Pinel publicou a sua colecção de 31 canções, Nouveau receuil d'airs sérioux et à boire, em 1737, entre as canções encontram-se: 
- Le Printems, cantatille[4]
- Doux Rossignols [5]
- Boccages
- Echos indiscrets
- Bergères
- Pourquoy
- Appollonius, ópera [6]